# Deliberationsfrist
Deliberationsfrist (lat. deliberere rådslå, overveje, drøfte) er i juridisk sprogbrug en overvejelsesfrist – således i romerretten
(tempus ad deliberandum) og ældre dansk ret –
navnlig brugt som betegnelse for den frist, der blev
indrømmet en arving til at overveje, om han
ville vedgå eller fragå arv og gæld.